# ایستگاه متروی کولیندیل
ایستگاه متروی کولیندیل (انگلیسی: Colindale tube station) یکی از ایستگاه‌های خط شمالی متروی لندن است.
این ایستگاه که در منطقه بارنت لندن قرار دارد در سال ۱۹۲۴ میلادی تأسیس شده است.

## نگارخانه

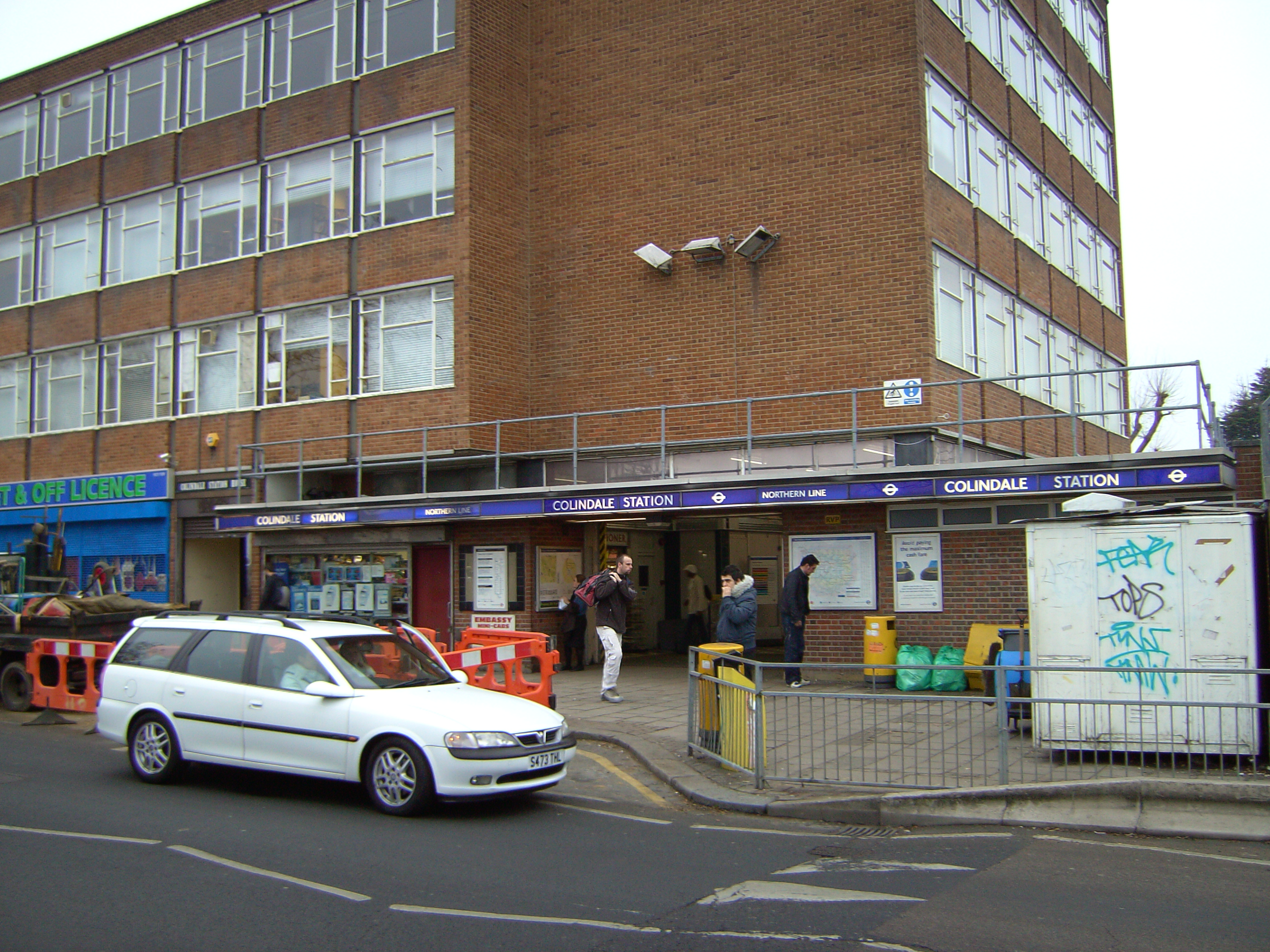
A view of the entrance on the north side of Colindale Avenue, 30 January 2007.
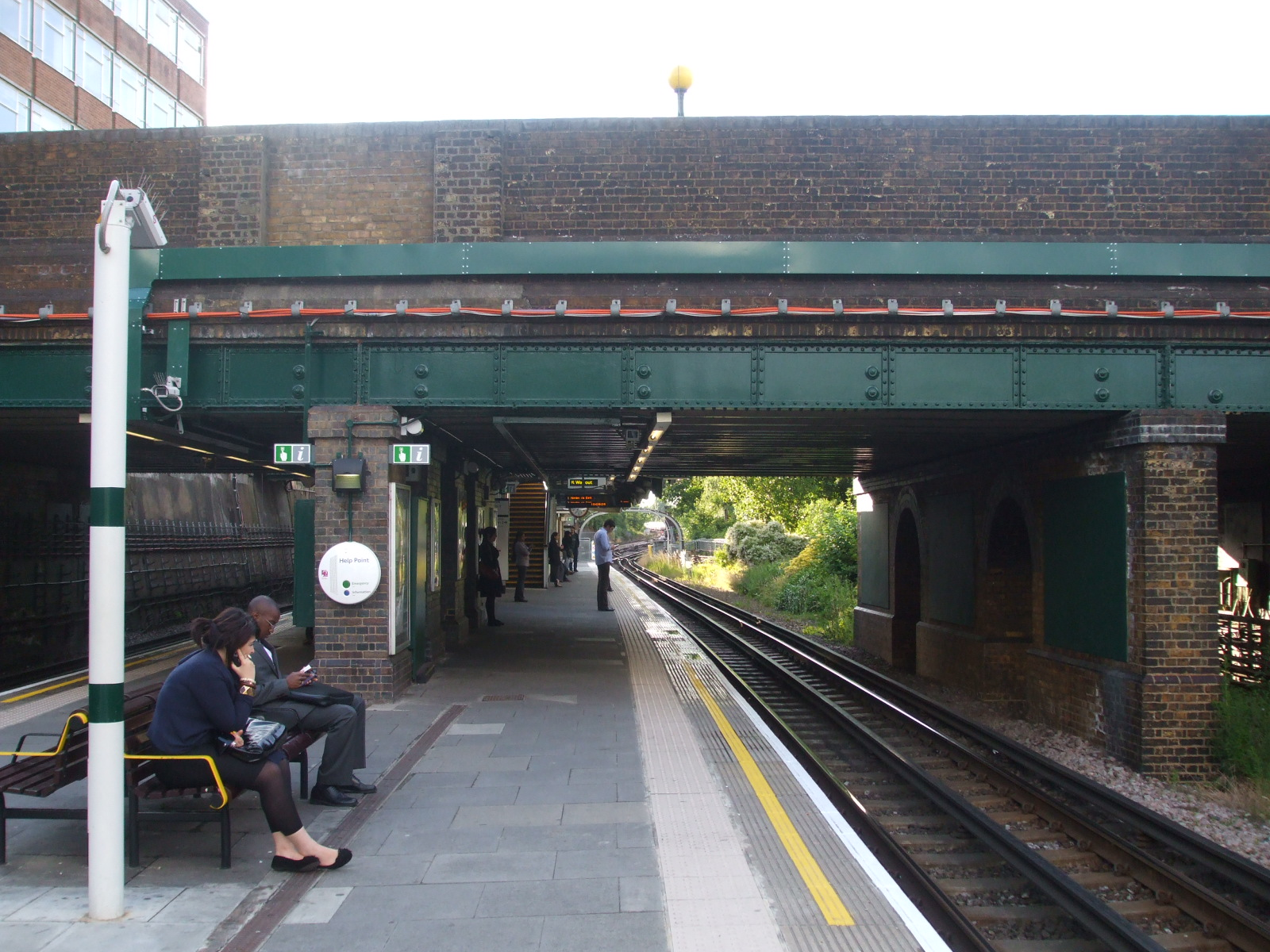
Island platform looking north, with Colindale Avenue above.
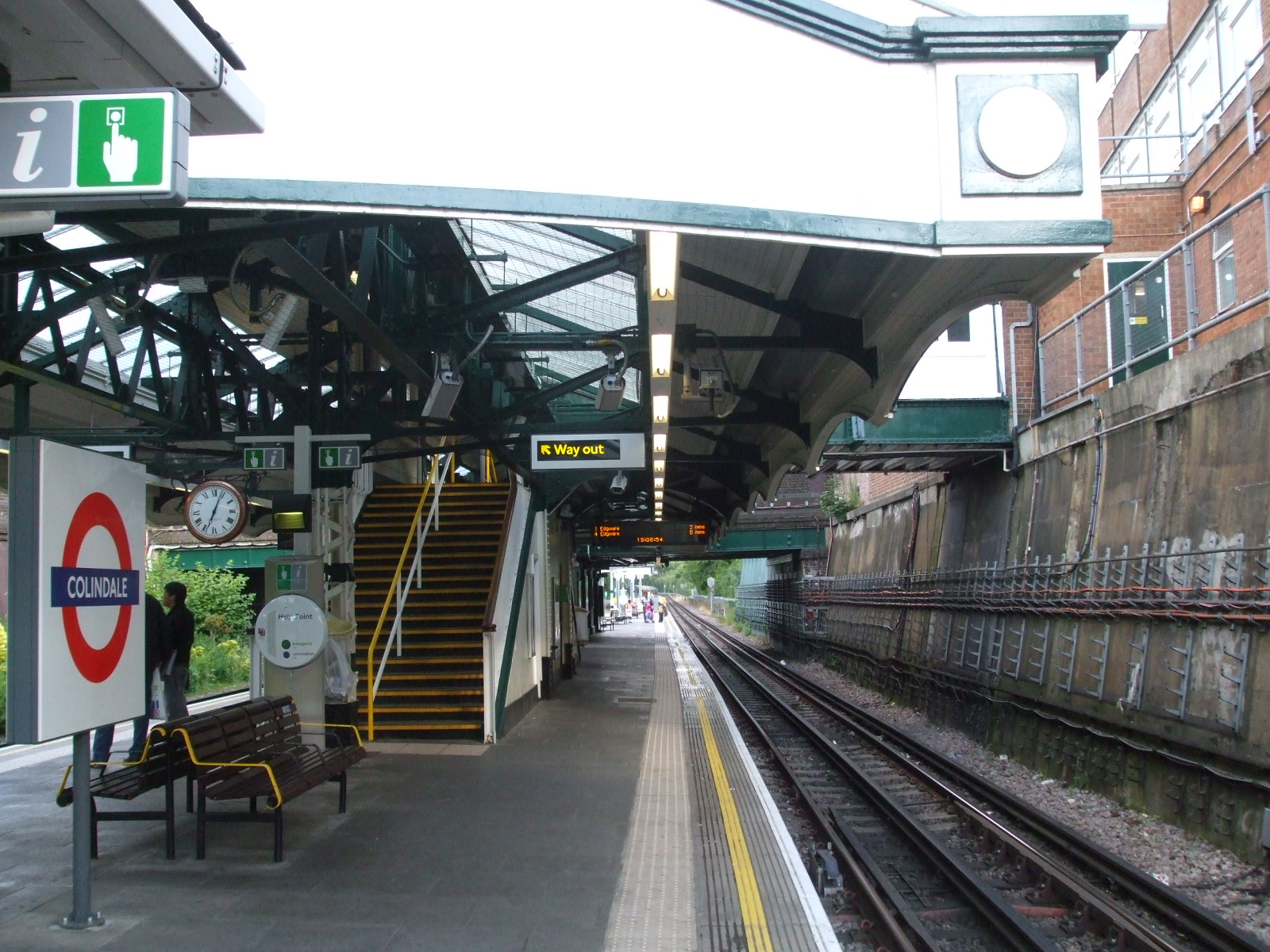
Island platform looking south
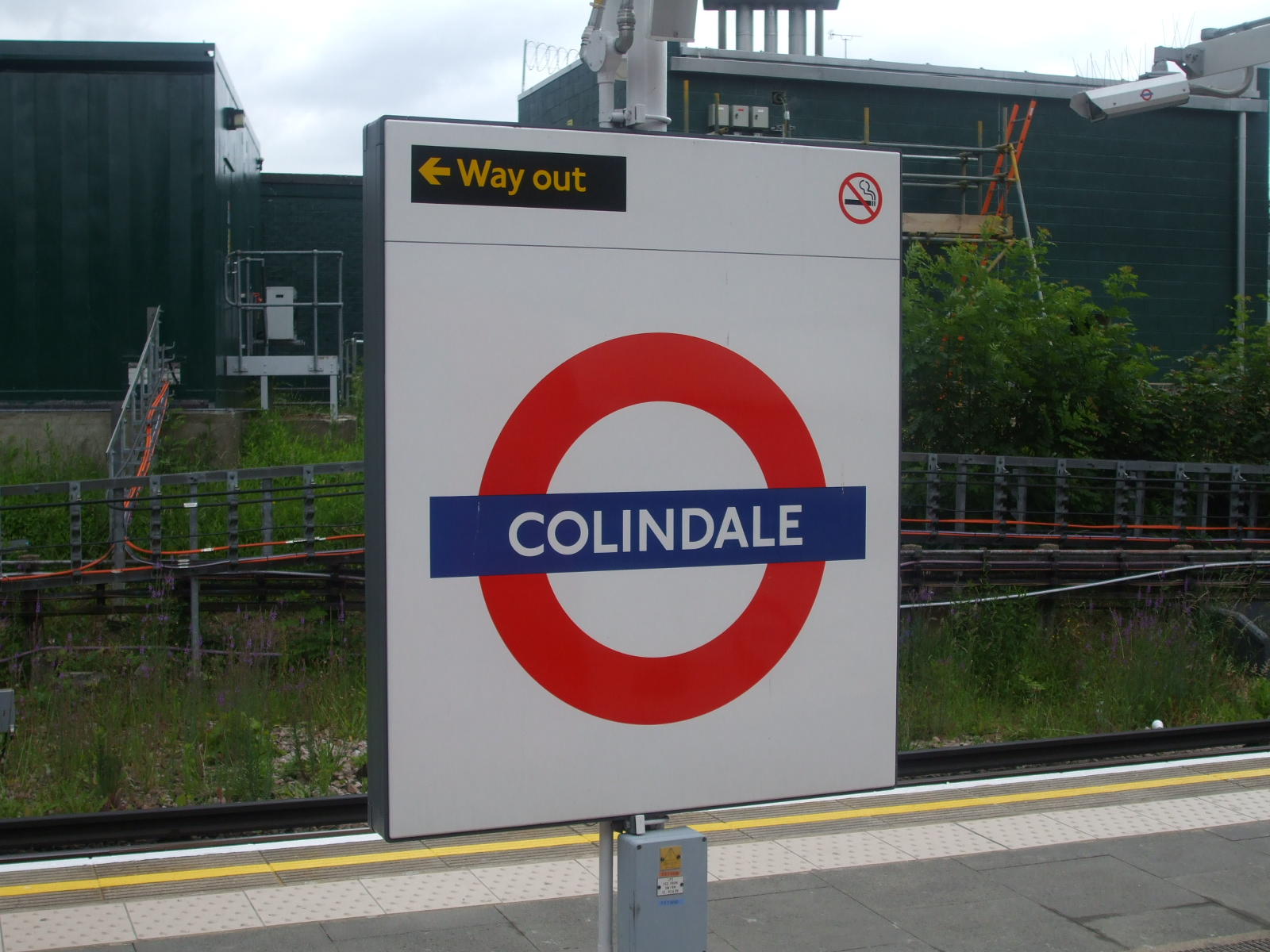
Roundel on northbound platform face